# 박한담
박한담(2000년 10월 9일 ~ )은 대한민국의 가수다.

## 방송
- 브이에스 (2023) - Top10

## 음반
- Maze (2023)
- 초대형 노래방 서바이벌 VS EPISODE 1 (2023)
- 초대형 노래방 서바이벌 VS EPISODE 3 (2023)
- 초대형 노래방 서바이벌 VS SEMI FINAL (2023)